# 泰克山下代廷根
泰克山下代廷根（德語：Dettingen unter Teck，發音：[ˈdɛtɪŋən ʔʊntɐ ˈtɛk]）是德国巴登-符腾堡州斯图加特行政区埃斯林根县的市镇，面积15.13平方千米，2023年12月31日人口为6,312人。